# Пентелі (гора)
Пенте́лі (грец. Πεντέλη), або Врілітто́с (грец. Βριληττός) — гора в Греції висотою 1 109 м, розташована за 23 км на північний схід від Афін. Близько 6-70 % її поверхні вкрито лісами.
Починаючи з античних часів гора була відома по всій Елладі своїм мармуром. Його використали для спорудження Афінського акрополя, стадіону Панатінаїкос. Пентелійський мармур відрізняється своєю бездоганно рівномірною білизною із ледве помітним жовтуватим відтінком. Під сонячними променями можна помітити його золотавий відблиск.
Гора також відома монастирем, розташованим на її схилах на північний схід від центра міста Пентелі.
| Греція | Це незавершена стаття з географії Греції. Ви можете допомогти проєкту, виправивши або дописавши її. |

1. ↑  Маленков, Роман. Афіни. Тут починалась цивілізація. Україна Інкогніто (українська) . Процитовано 28 лютого 2024.
2. ↑  Гора Пентелі: печера Давелі - брама в царство Аїда. GrecoMap (українська) . Процитовано 28 лютого 2024.